# Biserica „Bunavestire”-Grecească din Alba Iulia
Biserica „Bunavestire”-Grecească din Alba Iulia este un ansamblu de monumente istorice aflat pe teritoriul municipiului Alba Iulia. În Repertoriul Arheologic Național, monumentul apare cu codul 1026.
Ansamblul este format din următoarele monumente:
- Biserica „Bunavestire” (cod LMI AB-II-m-B-00116.01)
- Cimitirul bisericii „Bunavestire”-Grecească (cod LMI AB-IV-m-B-00116.02)

## Istoric și trăsături
Este unul dintre cele patru lăcașuri de cult construite pentru românii din „Orașul de Jos” în secolul al XVIII-lea.  Biserica a fost ridicată între anii 1782-1784, după edictul de toleranță din 1781. Biserica a fost sprijinită financiar de-a lungul timpului de comunitatea negustorilor aromâni, ceea ce i-a adus și supranumele de „biserica grecilor”. Biserica a fost reparată în anii 1893, 1901, 1938 și pictată de Nicolae Nițulescu în 1956. Din pictura veche s-au păstrat fragmente doar în altar, redescoperite cu ocazia restaurării din anii 2006-2009.
Din patrimoniul bisericii fac parte actul de danie din anul 1799, iconostasul sculptat în lemn de tei cu icoanele realizate de Simion Silaghi Zugravu, cărți de cult cu primele însemnări ale donatorilor, trei candele de argint din anul 1786, un impresionant epitaf, lucrat în fir de mătase, din secolul al XIX-lea.

## Imagini

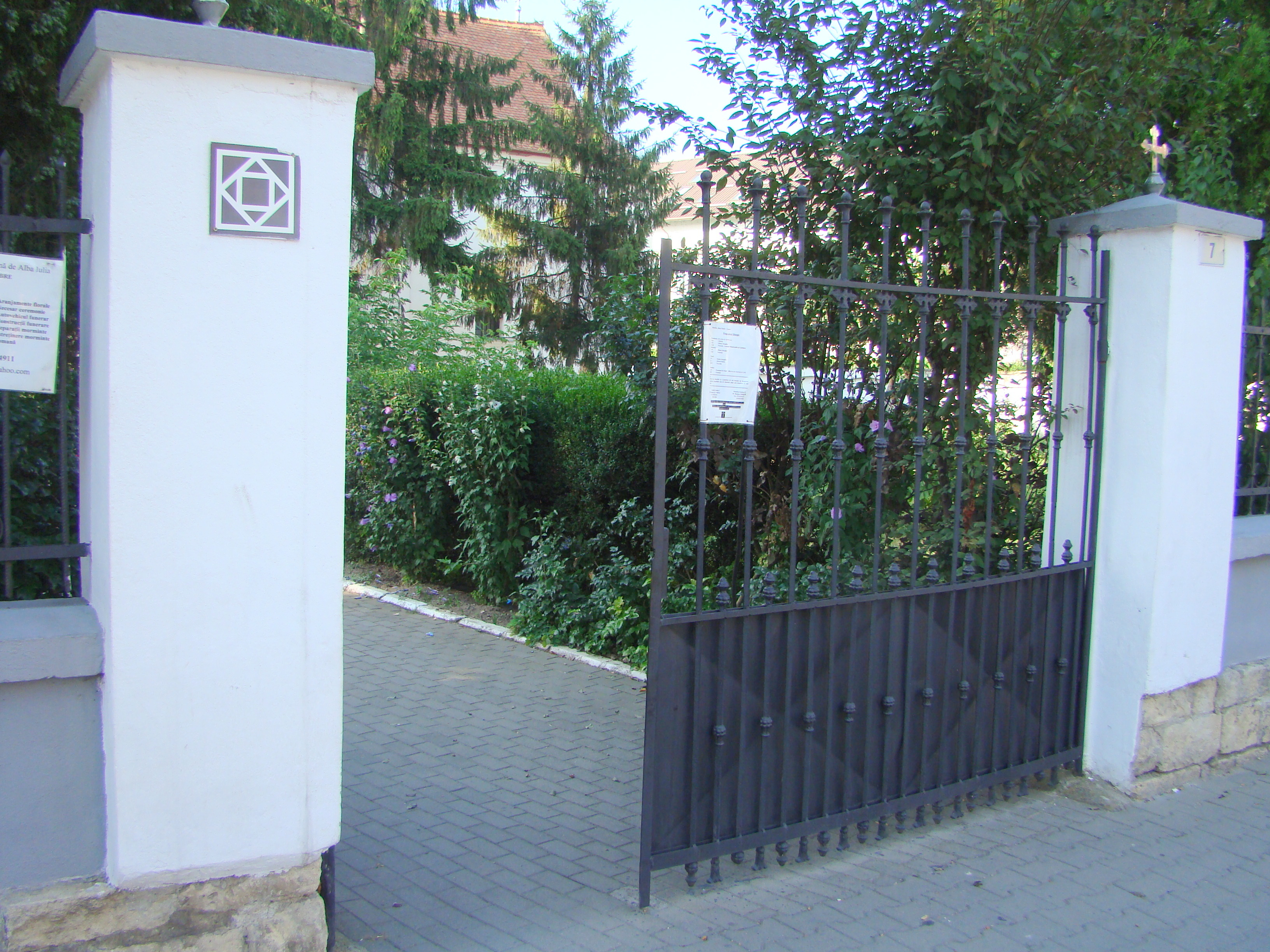
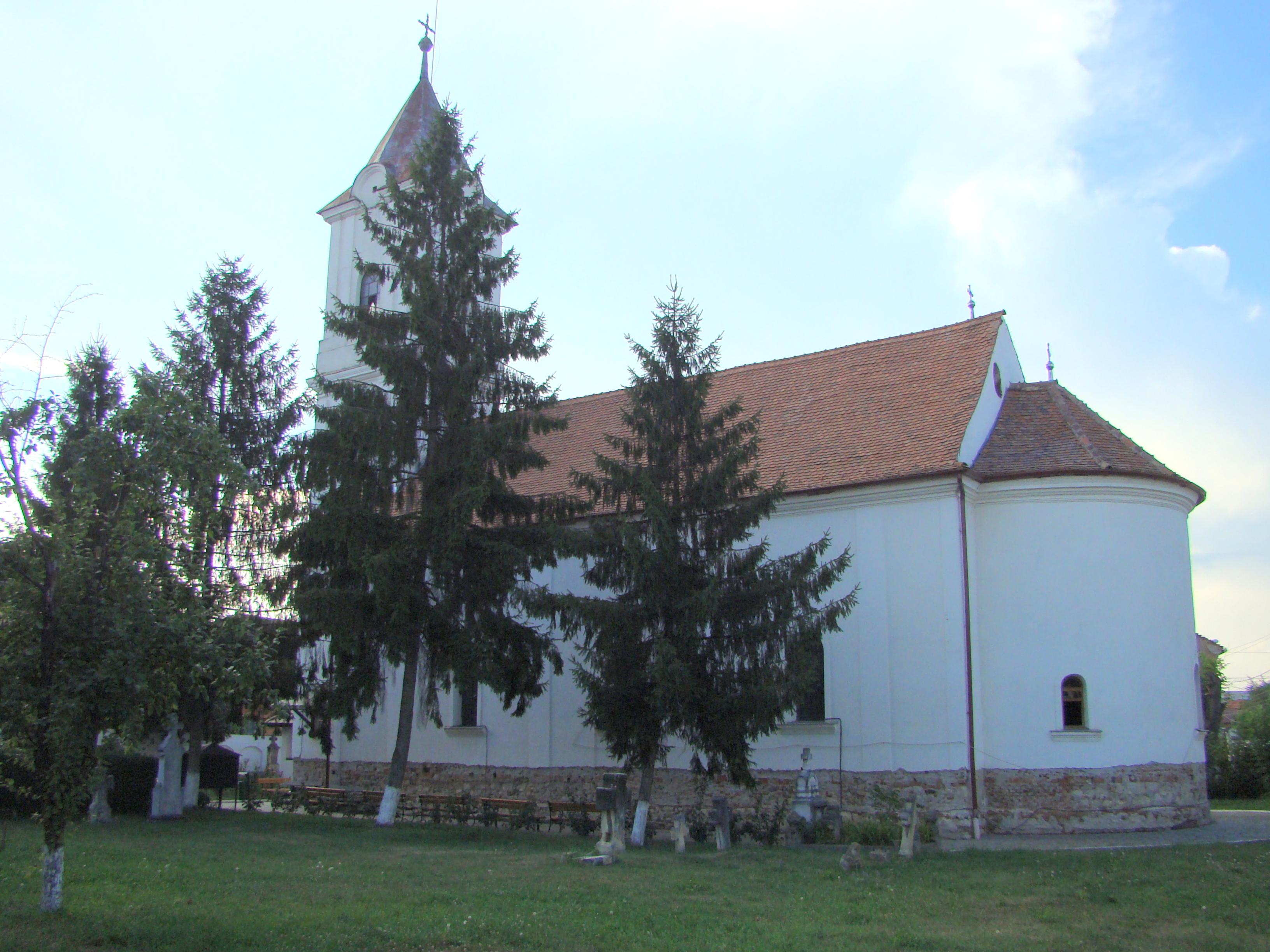
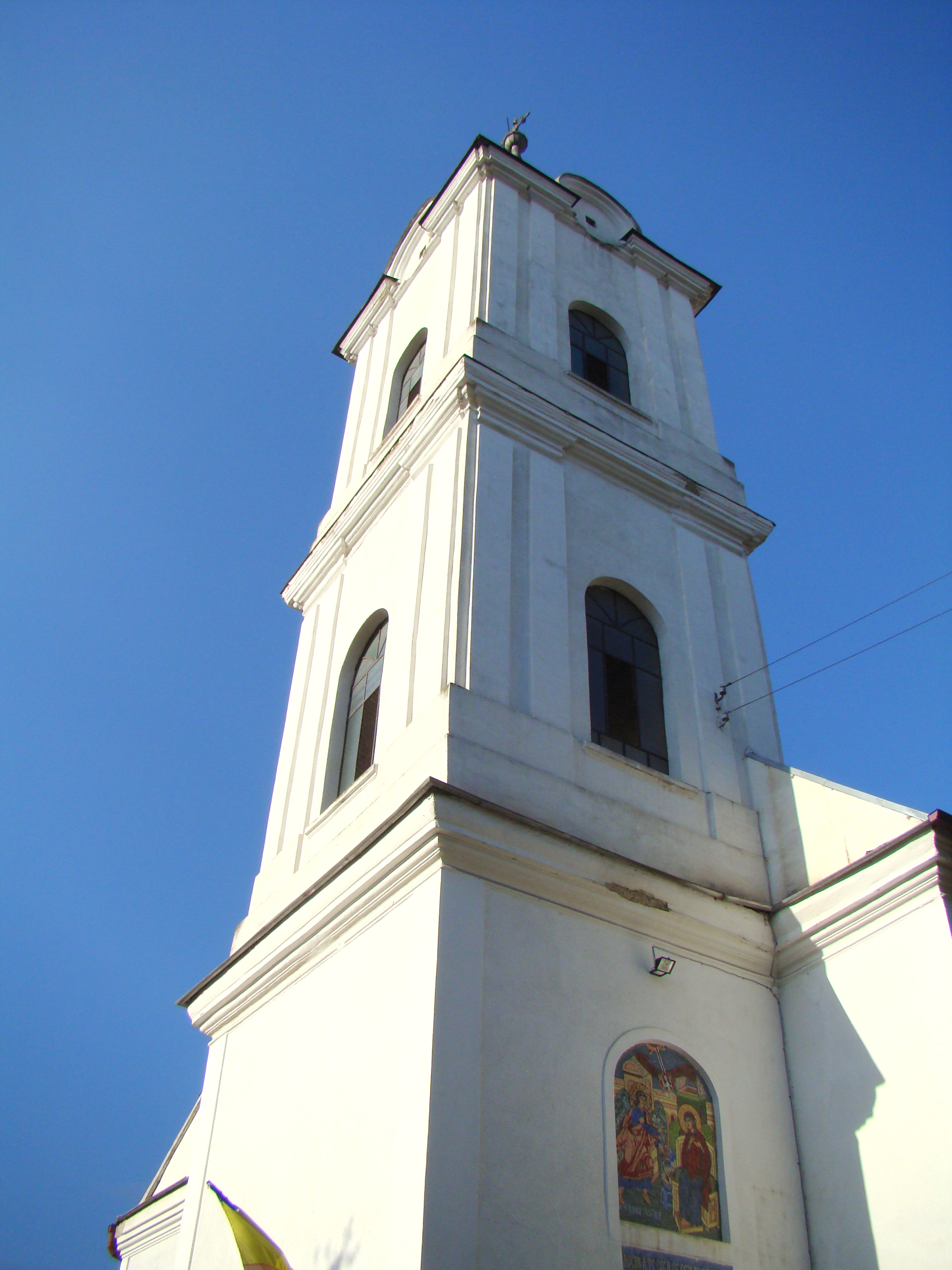
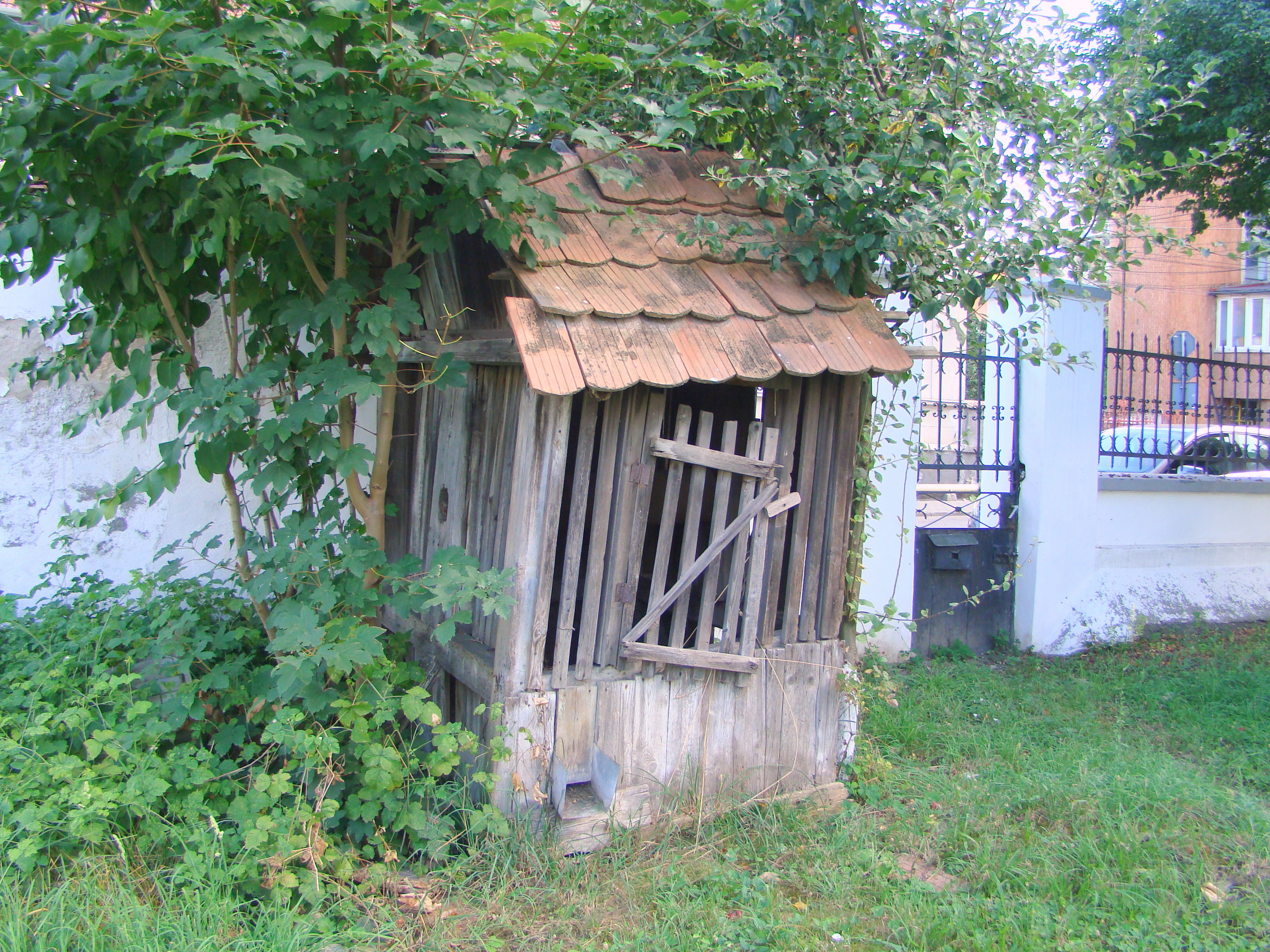
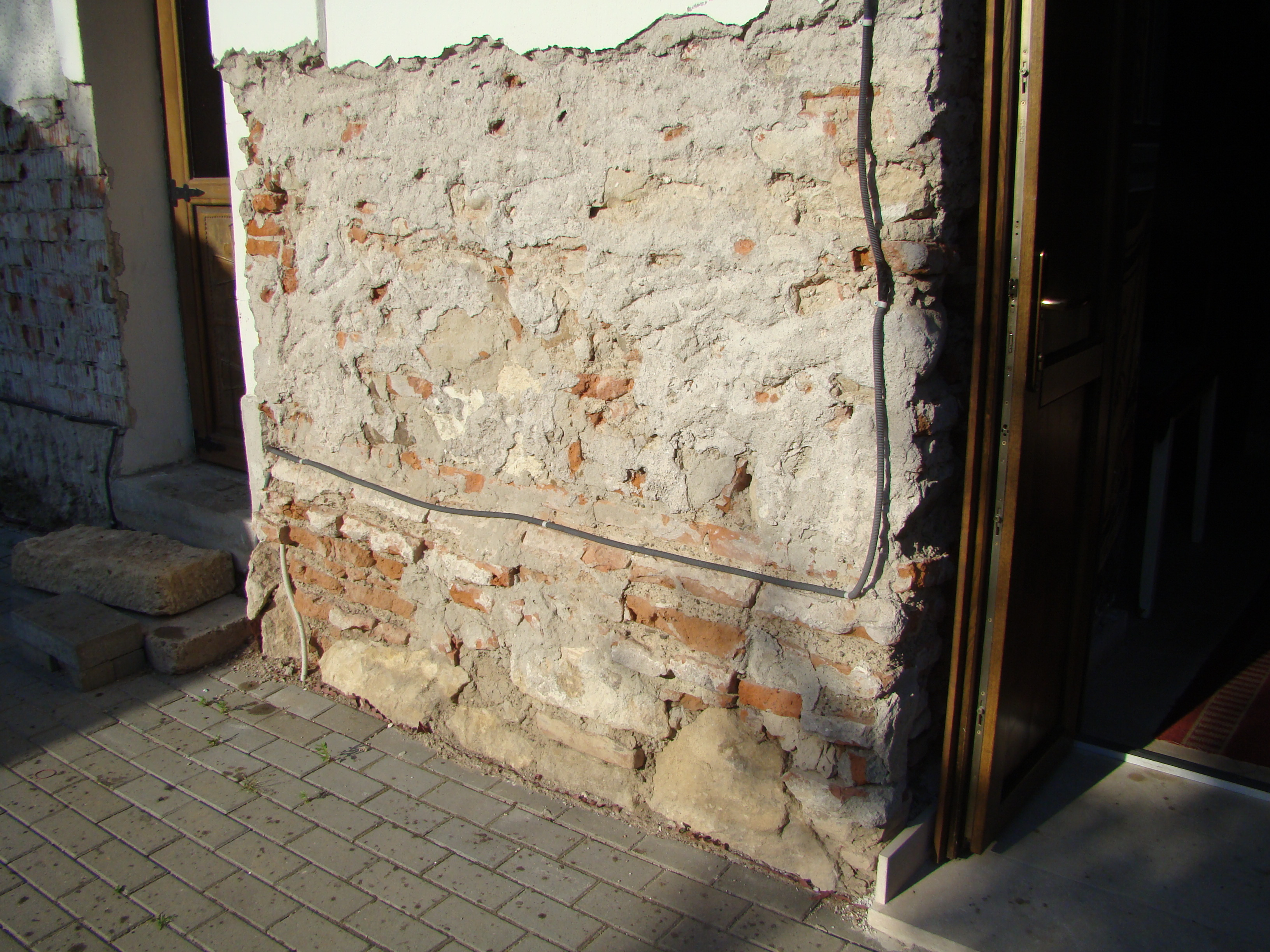
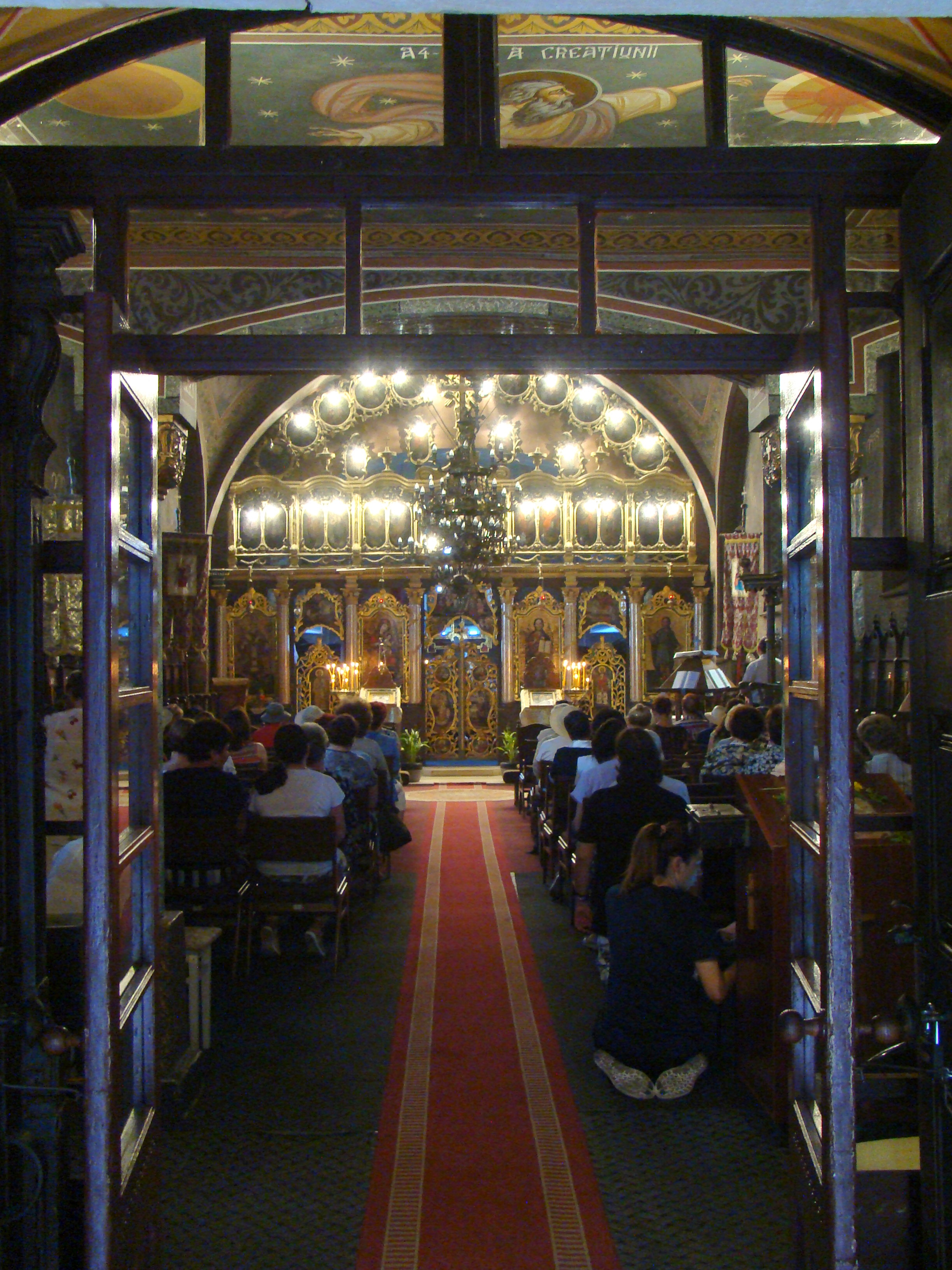
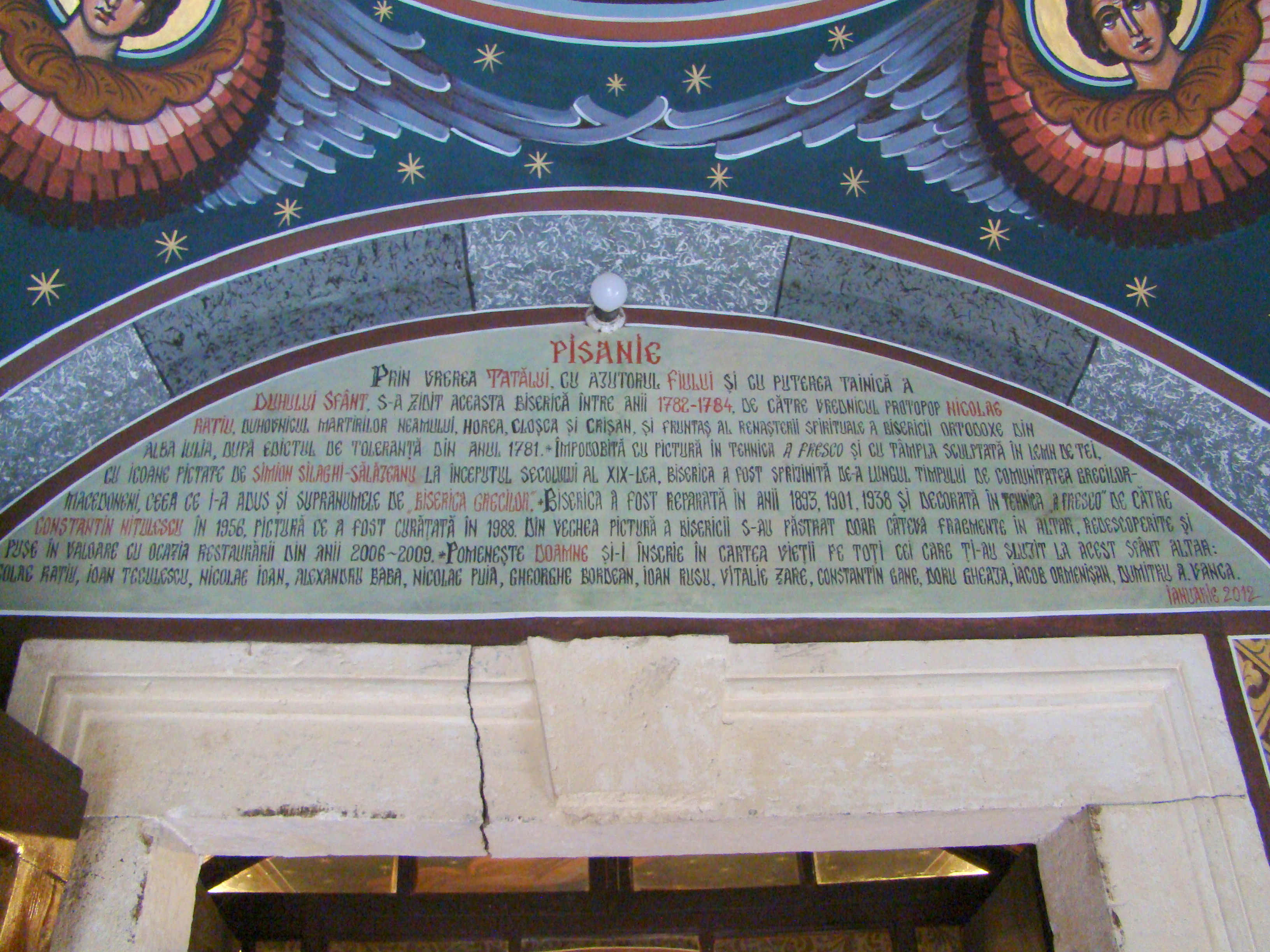
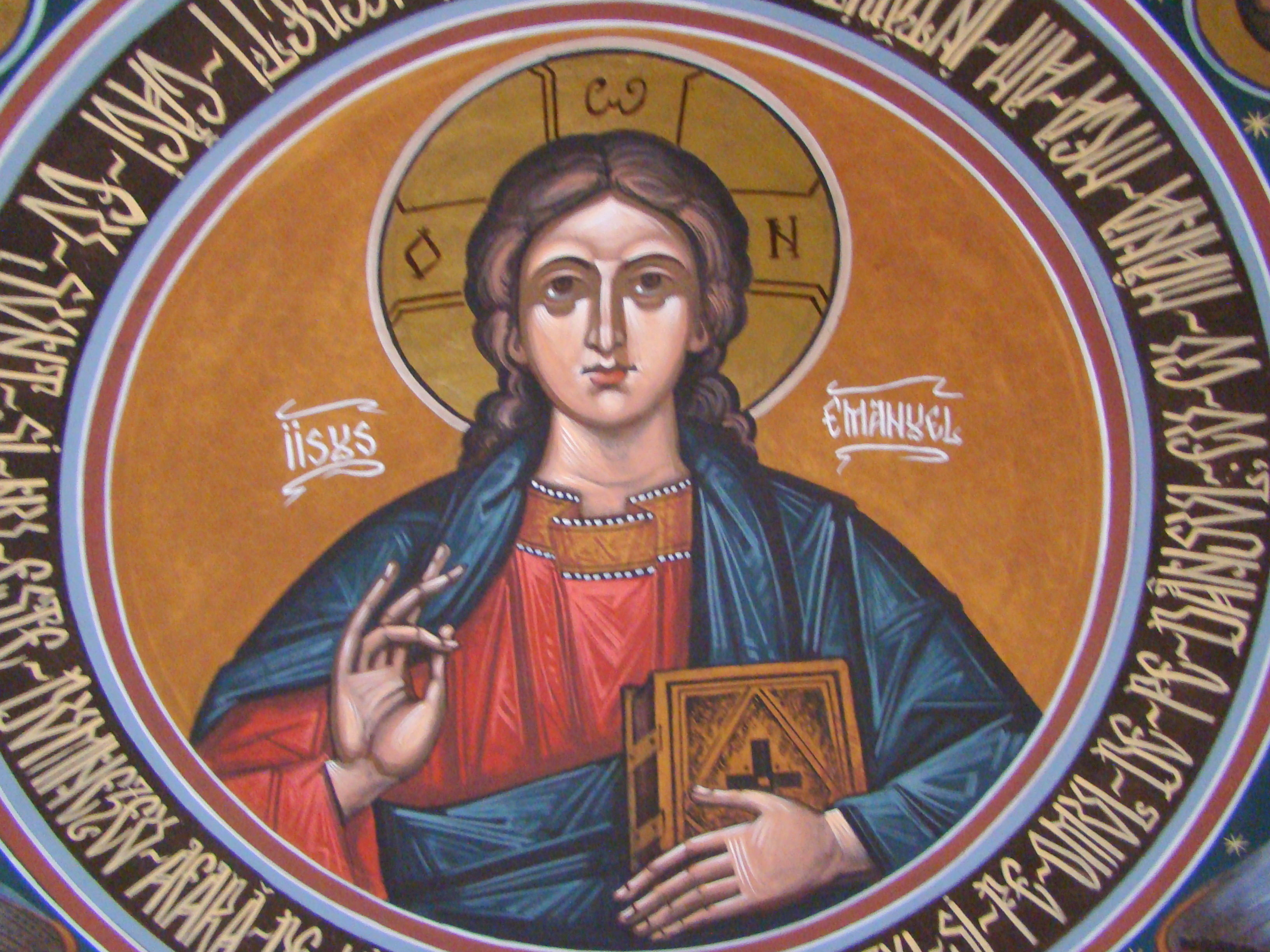
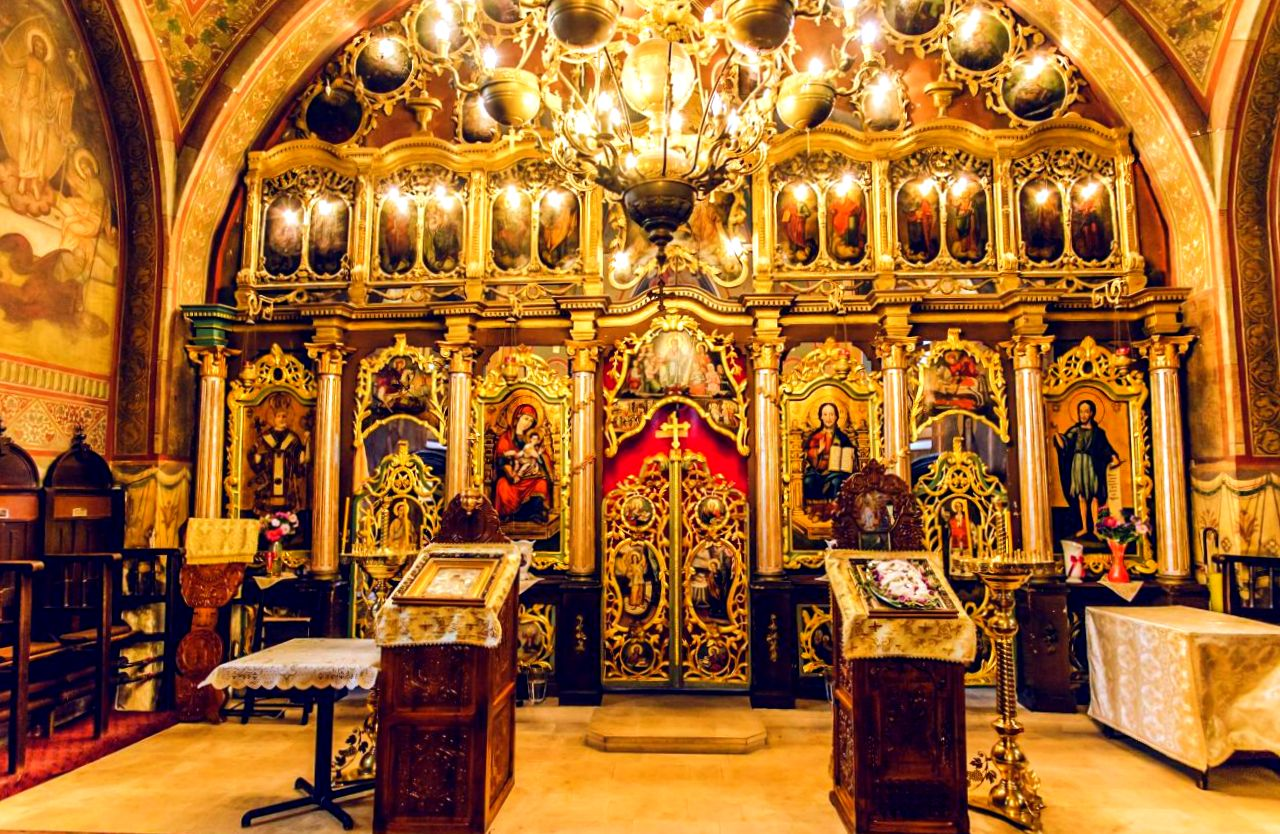
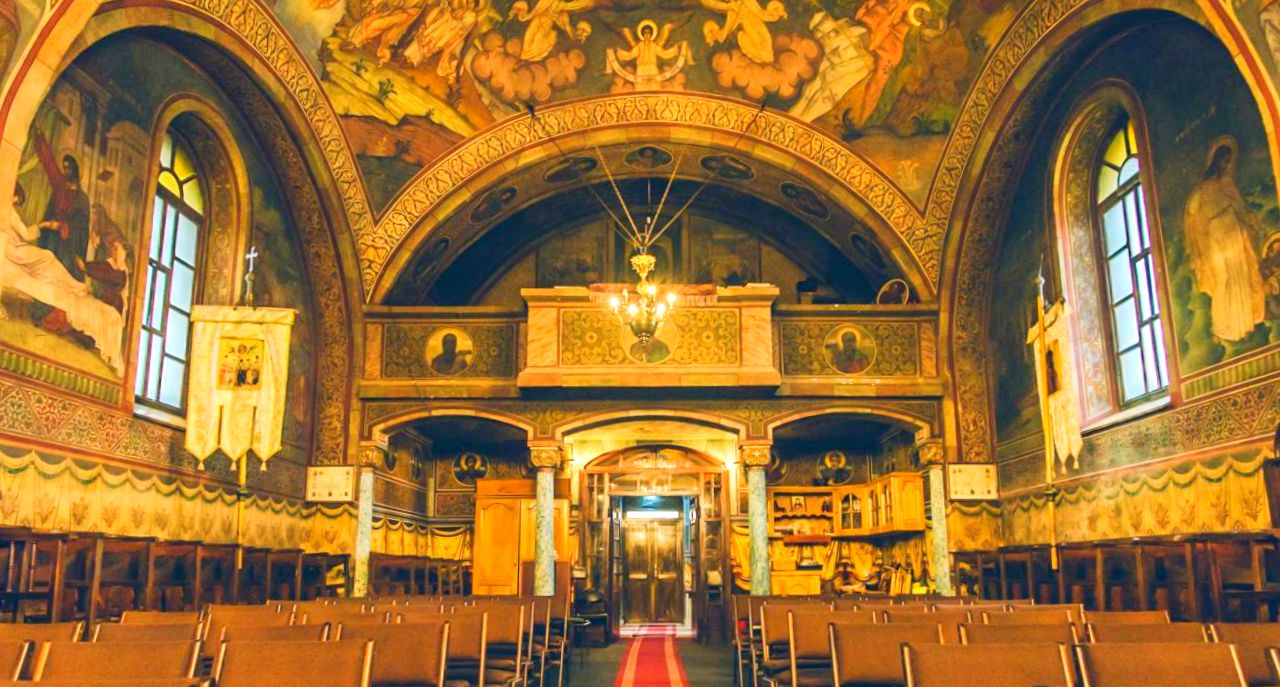
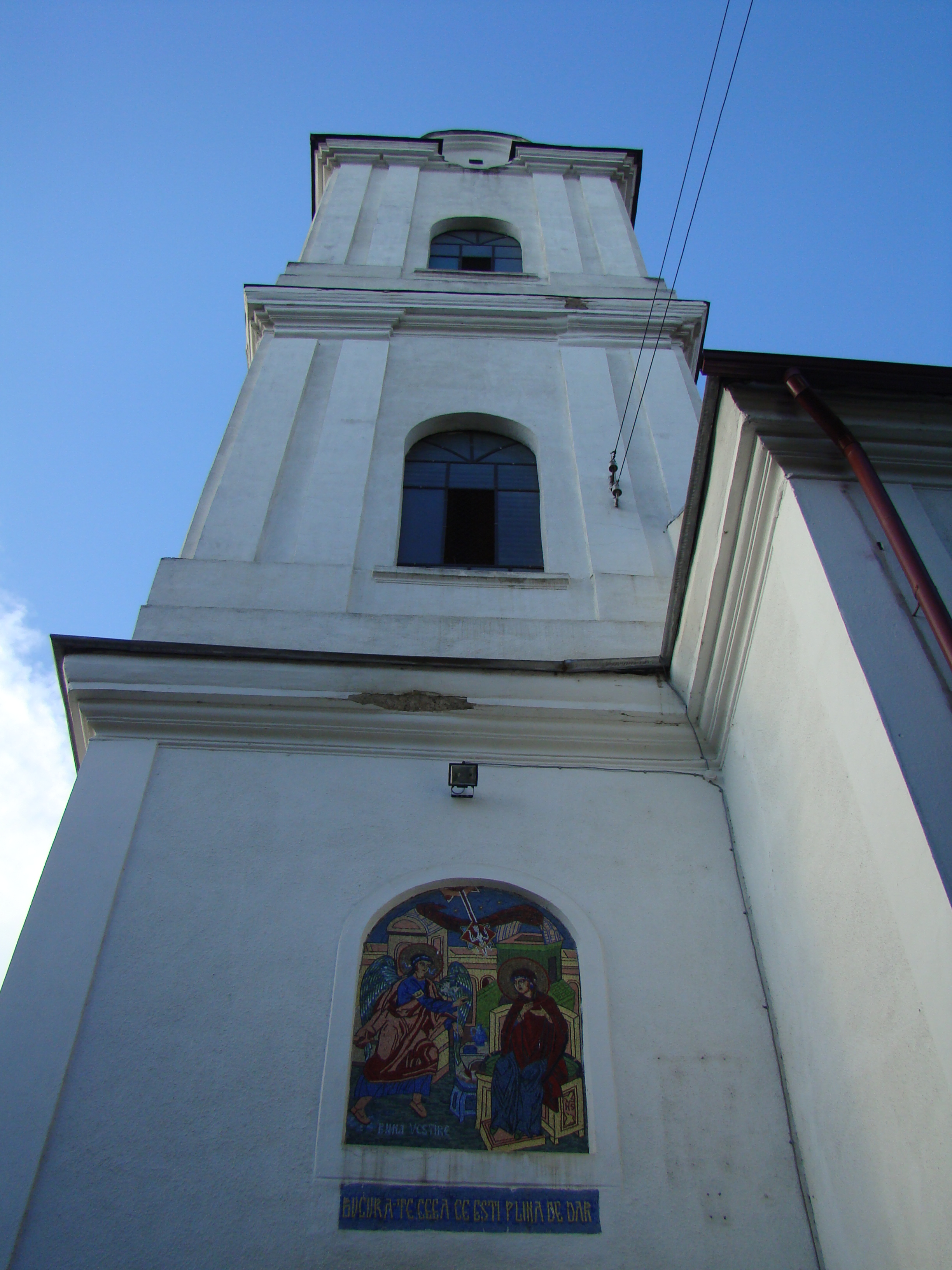
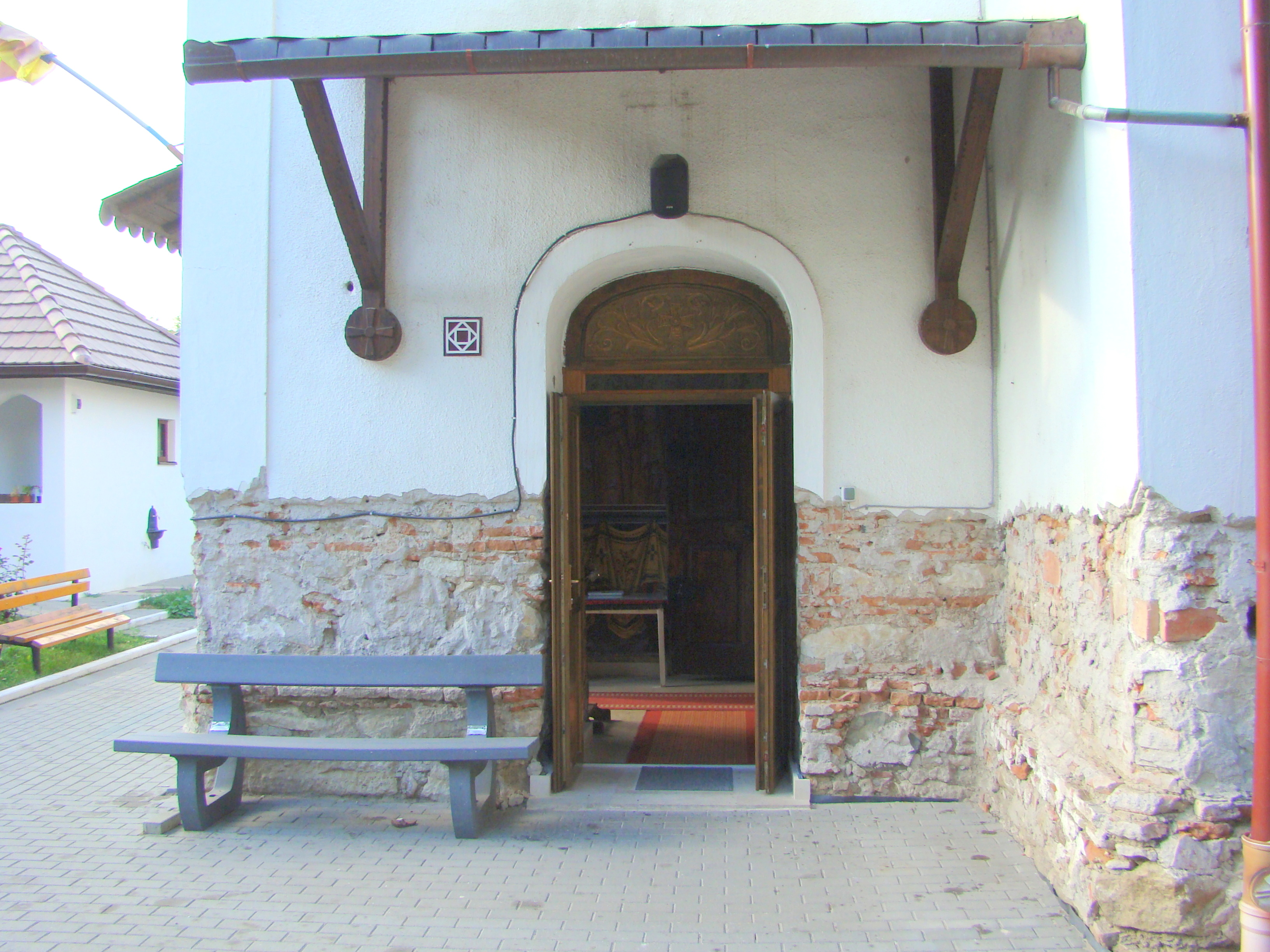
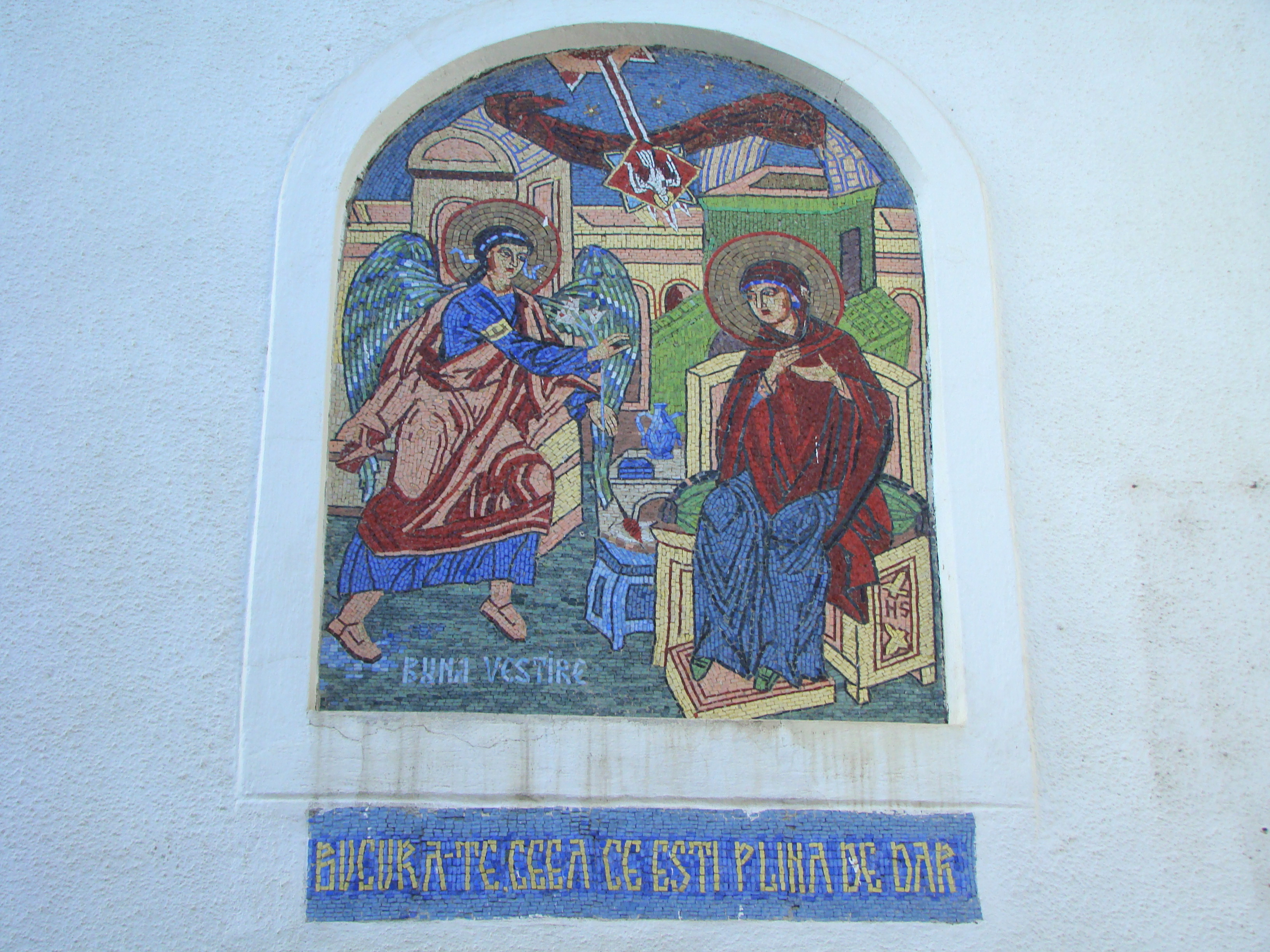
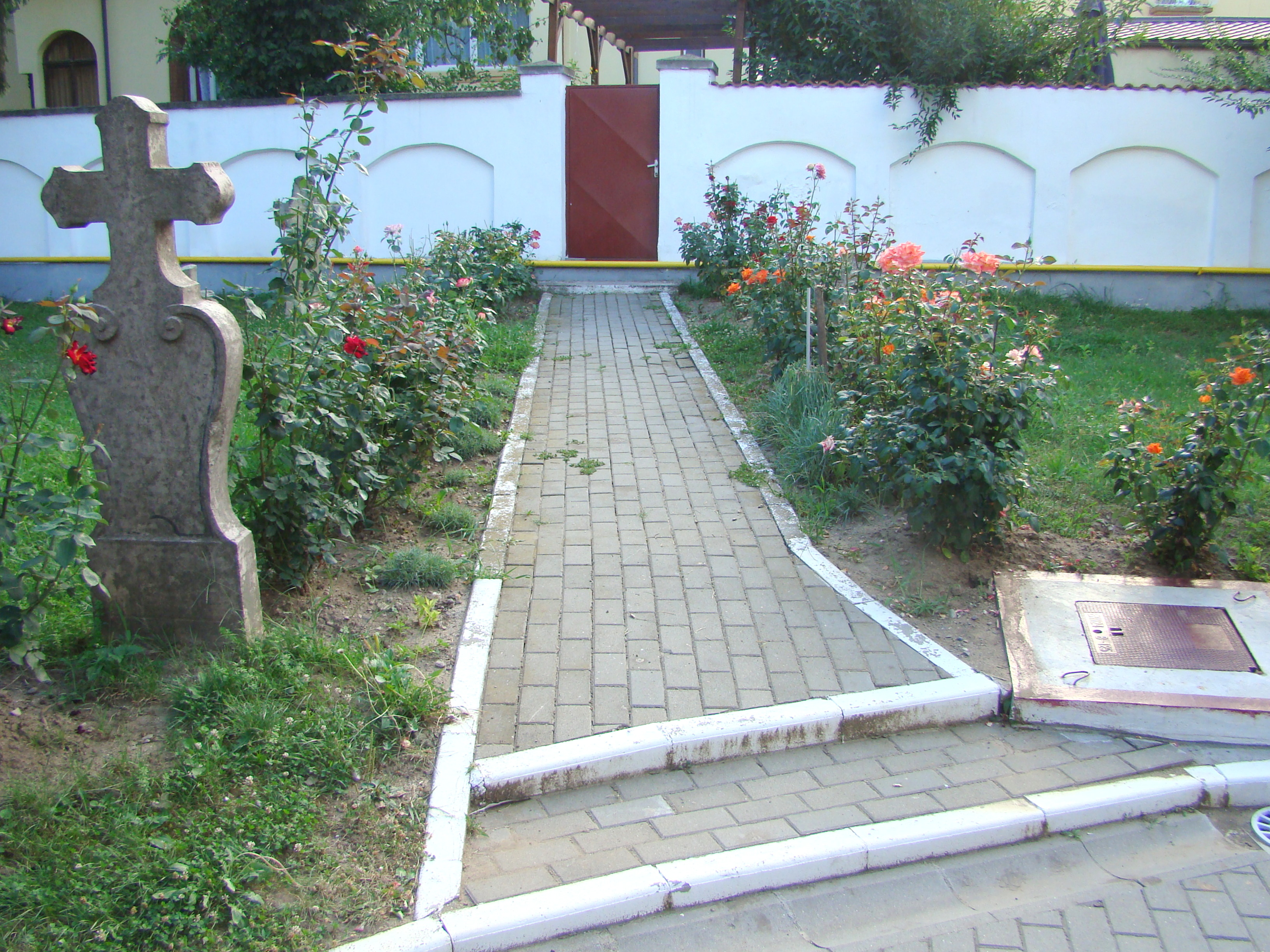
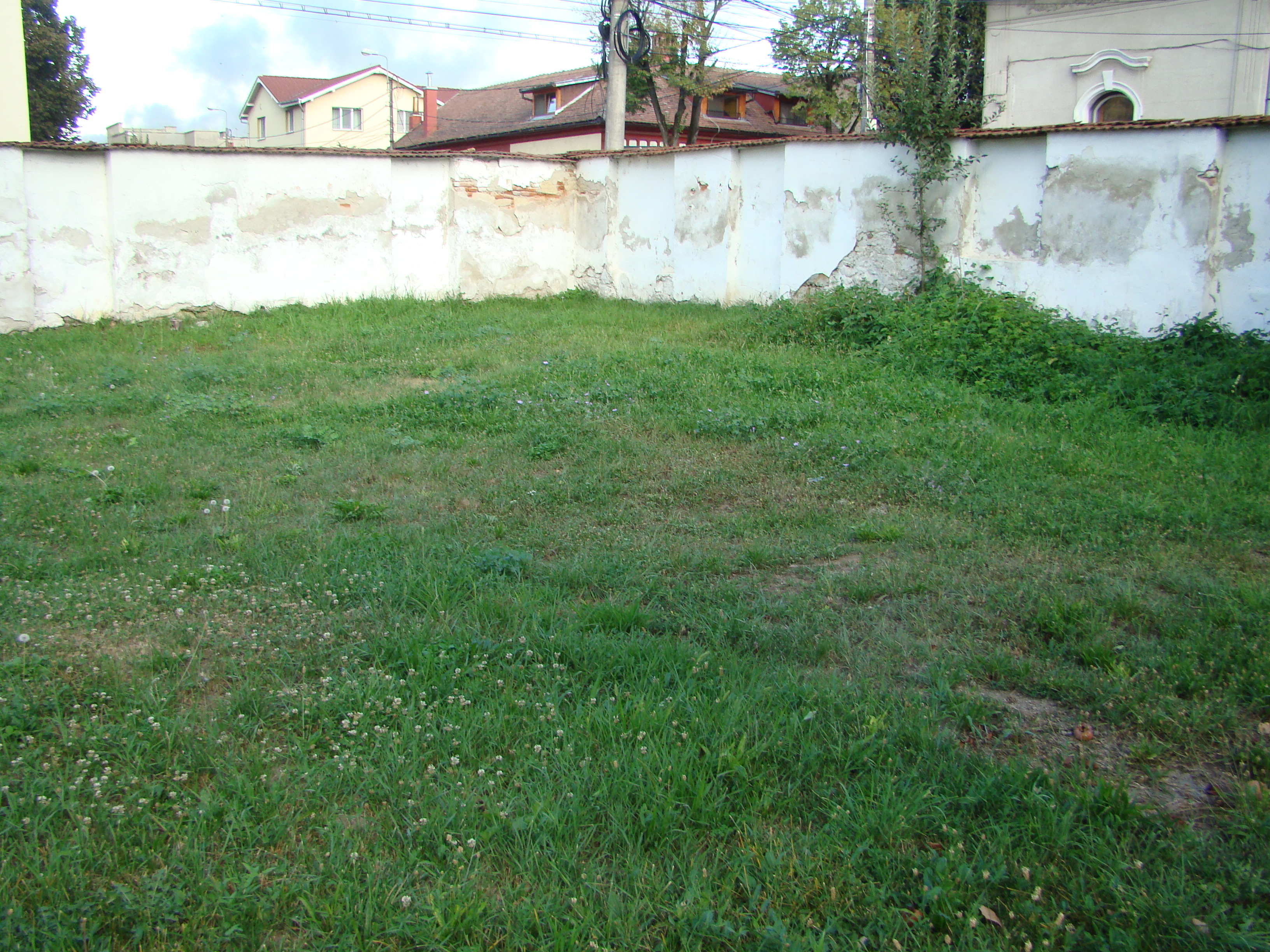
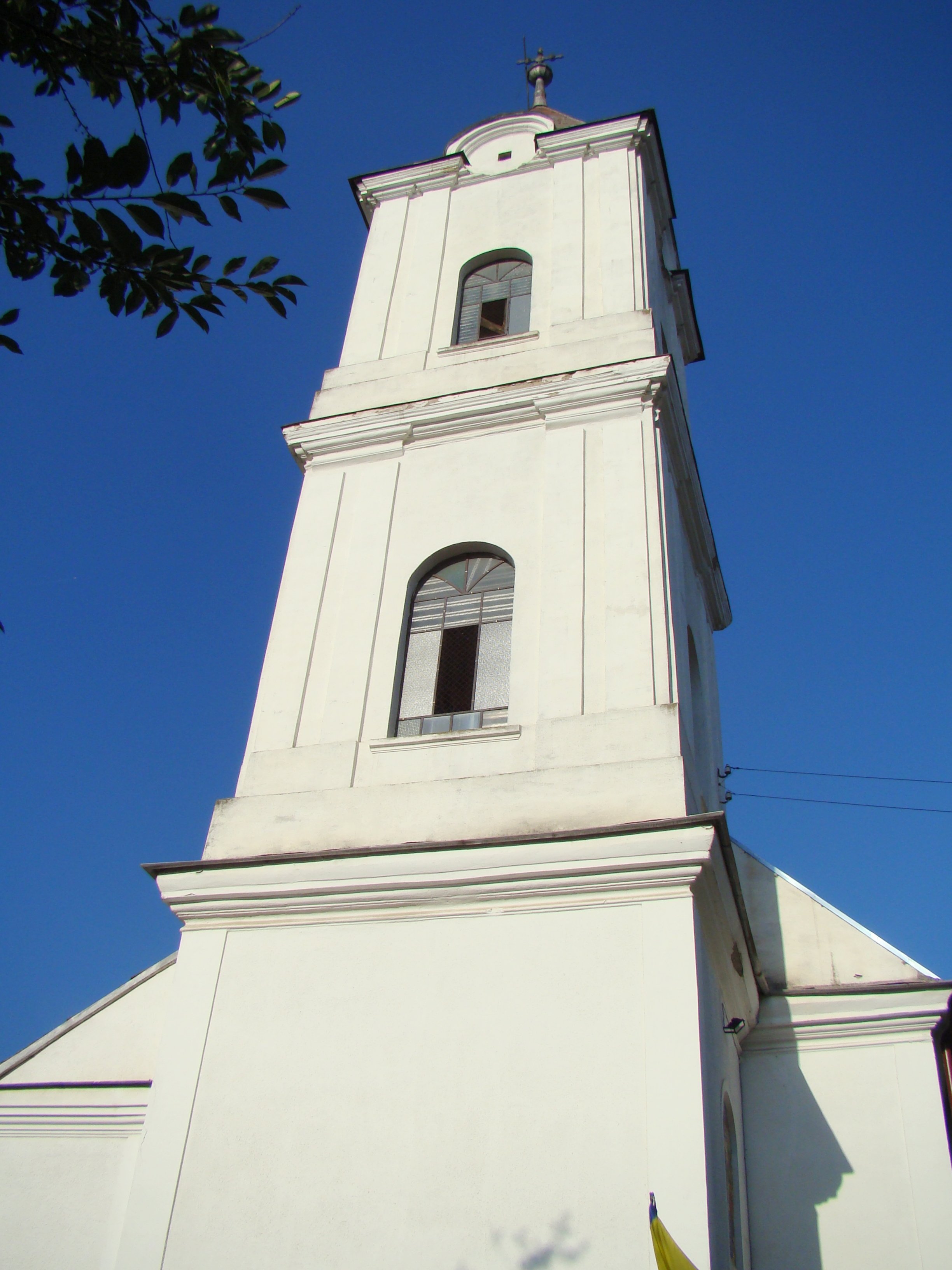
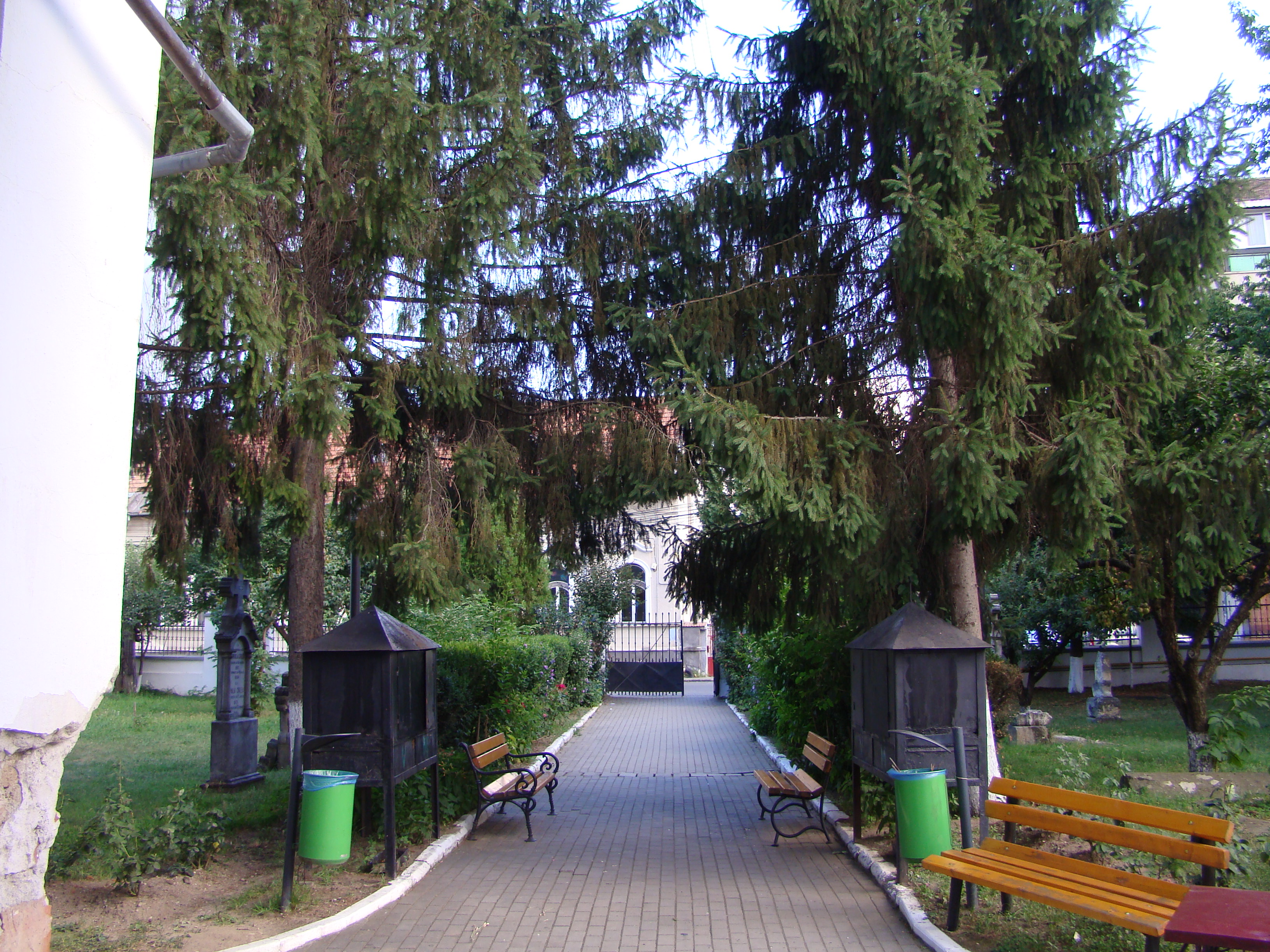